# Microgolf
Een microgolf is elektromagnetische straling; het zijn radiogolven in het hogere frequentiegebied. De golflengte is groter dan die van infrarood.
Microgolven hebben een golflengte van 1 m (bij een frequentie van 300 MHz) tot 1 mm (bij een frequentie van 300 GHz), d.i. UHF, SHF en EHF. De grenzen tussen ver-infraroodstraling en microgolven zijn echter niet duidelijk gedefinieerd.
Het bestaan van elektromagnetische golven, waarvan microgolven een deel uitmaken, werd door James Clerk Maxwell in 1864 voorspeld door toepassing van de Wetten van Maxwell. In 1888 was Heinrich Hertz de eerste die het bestaan van elektromagnetische golven demonstreerde door het bouwen van een apparaat dat radiogolven produceerde.

## Toepassingen
Microgolven worden gebruikt voor communicatie, ook door satellieten omdat ze gemakkelijk door de atmosfeer van de aarde bewegen:
- televisie
- gps
- mobiele telefoons
- radar, naast andere radiogolven.
- wireless LAN zoals wifi en Bluetooth

In een hogere energieconcentratie worden microgolven gebruikt in de magnetron. De microgolf bij 2,45 GHz zorgt ervoor dat watermoleculen gaan bewegen, waarbij warmte ontstaat. Deze warmte zorgt voor het garen van het voedsel.
Maser is bijna hetzelfde als een laser, maar in plaats van zichtbaar licht worden microgolven gebruikt.
In het onderzoek naar kernfusie worden microgolven gebruikt voor het verhitten van het plasma en het drijven van stroom in het plasma. Ook het stabiliseren van plasma door middel van microgolven wordt van essentieel belang geacht voor de toekomstige kernfusie-reactor (zie ook bij gyrotron).
Microgolven kunnen gebruikt worden voor het transporteren van energie.
Microgolven hebben ook militaire toepassingen gekregen. De Amerikaanse luchtmacht experimenteert sedert 2019 met THOR, een krachtig microgolf-tegen-dronesysteem om meerdere drones op korte afstand aan te vallen als puntverdediging. Dit komt omdat het fenomeen van drones die in grote groepen of volledig genetwerkte zwermen opereren, wereldwijd steeds frequenter voorkomt.
radiogolf · lange golf · middengolf · korte golf · very high frequency (ultrakorte golf) · ultra-high frequency · microgolf · infrarood · zichtbaar licht · ultraviolet · röntgenstraling · gammastraling

Kleuren van de regenboog: rood · oranje · geel · groen · cyaan · blauw · indigo · violet